# Salvador Còrbia
Salvador Pasqual Còrbia, també conegut com a Txu Terrat o Ciù Terrat pel barret pla que portava,o en italià com a Salvatore Pasquale Corbia, fou un pagès i poeta alguerès, nascut el 27 de desembre de 1827 i mort el 27 de gener de 1909. En perdre la vista a causa d'una febre tifoide, va abandonar la pagesia i componia versos d'inspiració popular i religiosa com a medi de subsistència, que recitava mentre feia de captaire. La seva popularitat local fou descrita per Eduard Toda, en una de les seves estades a Sardenya, en una crònica que esmenta títols del poeta citats pel mateix autor: Cansó del Bambl, de la Assumpta, de la Eternitat, de la Misericordia, del Sant Crist, del bisbe Arduino, del bisbe Giordano, la cansó de Amor i la del Enterro. La poesia del Sant Crist, també coneguda com a Lo Santcristus, que Txu Terrat hauria escrit per a un concurs del 1854, s'ha transmès durant la celebració de la Setmana Santa algueresa amb diferents títols i versions. La primera transcripció que es conserva d'aquest poema és obra del lingüísta Joan Palomba. La figura de Txu Terrat és homenatjada en una cançó de Rafael Catardi i Angelino Ceravola, i té un carrer dedicat a l'Alguer.